# 2011年8月澳门

## 8月28日
- 泰國前首相他信結束訪日後經澳門回到阿聯酋杜拜。澳門日報[]
- 發言人證實，終審法院法官朱健，兩日前在廣東台山遇車禍受重傷，腦幹受損，情況一度危殆，經治理後漸趨穩定。香港電台

## 8月15日
- 政府推出《公共政策諮詢規範性指引》，訂定「重大政策」及「政策項目及措施」於諮詢時應遵守的規定，明日生效。印務局（页面存档备份，存于）

## 8月14日
- 在澳廣視《澳門論壇》上，多位議員及學者關注通脹，並認為政府預期通脹率過於樂觀。立法議員關翠杏又批評現時仍未開始評估市民住屋需求。市民日報[]市民日報[]市民日報[]
- 在新青協一個公開論壇上，與會人士認為當局應在規劃層面控制外來投資，避免經濟增長過急；又建議監督專營公司利潤及引入競爭，加快拓寬食品進口渠道。澳門日報[]
- 就西江上游傳出重金屬鉻污染，港務局指現時本澳的自來水水質維持穩定並符合安全標準。特區政府多方面保障本澳的供水安全和質量。新聞局（页面存档备份，存于）
- 馬黑祐居民聯誼會副會長吳雲仙指出，政府宣傳的「價值單位」概念，一直未獲居民接受。他們最希望是以「樓換樓」方式補償，盡快落實舊區重整及安置他們。現代澳門日報[]

## 8月13日
- 一名青年涉嫌酒後在茨林圍一村屋縱火被捕，將被控以縱火罪，稍後移交檢察院偵訊。華僑報（页面存档备份，存于）
- 一名學生及一名名無業人士凌晨在關閘附近因涉嫌犯毒被治安警拘捕。新聞局（页面存档备份，存于）
- 房屋局局長譚光民表示，《經濟房屋法》10月1日生效後，當局會即時展開永寧廣場大廈880個單位的出售工作。現代澳門日報[]
- 第十二屆「東南亞美食嘉年華」晚上在三盞燈開幕。華僑報（页面存档备份，存于）

## 8月12日
- 立法會細則性通過多項法律，包括《經濟房屋法》、《財政儲備制度》、《修改二零一一年度財政預算》及《殘疾津貼及免費衛生護理服務的制度》四部法案。澳門日報[]澳門日報[]澳門日報[]澳門日報[]
- 澳門有線發表聲明指，若公天通過有線電視傳輸的方式轉播澳廣視播出的英超足球節目，將聯同北京的英超版權持有人Edia Media循法律途徑追究。澳門日報[]
- 2011人口普查開展為期十五天的資料收集工作。新聞局（页面存档备份，存于）
- 行政長官崔世安前往深圳，出席晚上舉行的第26屆世界大學生夏季運動會開幕式。新聞局（页面存档备份，存于）
- 個資辦年度報告指，由於辦公室的臨時性質，致使在加入國際及區際組織的問題上一直處於被動局面。個資辦新聞稿[]
- 勞工事務局、交通事務局與新福利巴士勞資雙方進行會談，進一步就年資及金額結算協商。新聞局（页面存档备份，存于）
- 新馬路坊會青年委員會認為，隨着巴士班次增加四成，擔心公交專道塞車情況將更嚴重，建議政府及早制訂措施，重整巴士線路，減少進入新馬路的巴士數量。市民日報[]
- 多名立法議員就社團資助、法律改革、巴士服務發言。華僑報（页面存档备份，存于）
- 一名和記電訊公司職員涉嫌利用手提電話拍攝上台顧客信用卡資料，然後偽造文件登記數十名虛擬顧客，以上台優惠價取走一批手提電話到內地轉售賺取差價，司警調查後拘捕涉案職員及前員工。正報

## 8月11日
- 行政長官崔世安列席立法會答問大會，二十三名議員提問。澳門日報[]
  - 崔世安提及是否興建高樓一定不好？而他自己認為，規劃時只要考慮空間比例、綠化環保等因素便可。。市民日報[]
  - 崔世安指加推公屋單位屬於能力以外，故他不敢「夾硬」許諾。倘當局作出興建龐大數量公屋的承諾，尤其興建大量經屋，並不現實。市民日報[]
  - 崔世安行政長官崔世安表示將完善應急機制法規，並在現有四個應對危機處理機制上，再設立一個行政長官負責機制。市民日報[]
  - 就有就有10名輪候社屋的長者因養老金等津助調升，令收入超出原社屋申請上限而被除名，崔世安表示會對個案作獨立跟進處理，同時會盡快檢討養老金列入社屋申請基本收入的規定。市民日報[]
  - 崔世安指澳門金融體系較為穩健，流動資金較為充裕，國際收支和財政長期保持盈餘，相信有抵禦外來衝擊的能力。市民日報[]
  - 崔世安指，若不有效管理需求和增加供應，今年全年通脹率預計超過5%。政府下半年將密切監察通脹的走勢，並着手落實深化各項紓困措施。市民日報[]

- 經營「噴射飛航」的信德中旅船務投資有限公司宣布，已與新世界第一控股有限公司簽訂買賣協議，收購旗下新渡輪澳門的全部股權。東方日報（页面存档备份，存于）
- 威尼斯人（澳門）股份有限公司入稟高院追討香港中文大學新亞書院校董劉尚儉逾2400萬元欠款。明報（页面存档备份，存于）
- 一直反對輕軌皇朝區段路線的社區發展協會，昨與消防局舉行座談會前到立法會遞信。現代澳門日報[]
- 就清潔專營合約月底屆滿，環保局表示，公開招標文件已草擬完成，預計今年內會公開招標。新華澳報
- 警方證實較早前碎屍案死者為一失蹤半年的人士。正報
- 政府公佈持續進修發展計劃獲資助的首批3,765個課程。華僑報（页面存档备份，存于）

## 8月10日
- 多名被當局除名的社屋輪候長者到政府總部請願，不滿等候上樓多年卻突然間被房屋局指超出收入上限而除名。現代澳門日報[]

- 對於澳門大專教育基金會仍未決定是否繼續資助學生赴葡就讀，社會文化司司長張裕表示，政府也透過教青局助學金和貸學金支持青年前往內地和外地攻讀大專，有需要時也會調整政策回應需求。新華澳報

- 立法議員、善明會主席陳美儀促請政府跟進事後的追查，追蹤貨源、了解接貨及分拆等細節，加強打擊毒品販賣，勿讓澳門被利用成為毒品中轉站。正報

- 一名機械工程公司東主涉嫌偽造十一輛混凝土車買賣合同，詐騙一名二手車商人二十四萬元訂金，被司警拘捕。另外司警發佈兩宗分涉手提電話及互聯網詐騙案，呼籲市民留意。華僑報（页面存档备份，存于）華僑報（页面存档备份，存于）

- 衛生局到訪工聯，介紹了現階段二手煙害宣傳工作，同時聽取工聯代表對《預防及控制吸煙制度》法案宣傳推廣方面的意見，並邀請工聯加入「控煙大聯盟」。新聞局（页面存档备份，存于）

- 消委會表示，近半年在本澳舉行的大型表演節目投訴明顯增加，建議觀衆和主辦單位以持平態度處理事件，以便解決問題。澳門日報[]

## 8月9日
- 祐漢冰毒工廠案，司警再拘捕一名的本澳男子，並搜出1.6噸製毒原料。現代澳門日報[]
- 勞工事務局指，2011年《高等院校畢業生內地實習計劃》共有68人報名參加，較上屆減少35名，減幅為34%。新聞局（页面存档备份，存于）
- 一名菲律賓男子懷疑在南灣湖游泳遇溺死亡。華僑報（页面存档备份，存于）
- 民署宣佈，禁止在塔石廣場從事球類活動。民署新聞稿[]

## 8月8日
- 黑沙環揭發一宗碎屍案。一名男子被肢解，盛進五個膠袋內，被新店東發現藏在水泥棺內。其頭部及一隻手掌下落不明。現代澳門日報[]
- 國際公務員組織組織秘書處代表來澳視察，表示關注本澳工會法及集體談判機制的立法工作，又關注本澳廿四小時輪班人員權益，建議另行立法保障包括博彩從業員、家傭等工種。正報
- 安哥拉開發區建設部級官員研修班一行廿三人拜訪澳門中聯辦。新華澳報
- 應司馬榮神父的故鄉市政府邀請，澳門嚶鳴合唱團前往奧地利，開展十天「音樂之旅」的行程。華僑報（页面存档备份，存于）
- 一名獄警早上駕駛汽車接載同袍上班途中，在路氹蓮花路近路氹邊檢站失控撞上花圃，兩獄警同告受傷送院。司機被驗出醉駕。澳門日報[]
- 維澳蓮運指有信心不出會新學年開始時出現混亂情況，並應政府更求，實施新更表，加密部份路線車次。市民日報[]市民日報[]

## 8月7日
- 交通事務局局長汪雲就新巴士服務模式實行一周未達標時表示，維澳蓮運已向當局提交改善方案，當局會視乎本周班次表現，若未能達到服務要求，會作出處罰。他又希望希望爭取明年社會就限制私人車輛能達到共識。另外在政府及營運商缺席的情況下，多名市民在澳門論壇上批評新模式。而立法議員何潤生提議建立市民共同監管巴士服務機制。現代澳門日報[]
- 新福利舉行車長招聘日，反應冷清。澳門電台（页面存档备份，存于）
- 近日西江磨刀門水道的原水鹹度較平日有所上升，本年度鹹潮提早出現。新聞局（页面存档备份，存于）
- 對於宏益電召的士公司一百個的士牌照前一日屆滿，交通事務局局長汪雲表示，已向上級建議透過短期續約的方式，讓「黃的」繼續運作。正報
- 澳門經濟學會理事長柳智毅昨日表示，本澳高通脹壓力可能因標準普爾調低美國主權信貸評級加劇。華僑報（页面存档备份，存于）
- 旅遊業議會理事長胡景光指，隨着日本情況逐漸受控，澳門航空東京航線復航後，暑假日本團迅速恢復。澳門日報[]

## 8月6日
- 新华网报导，国务院已于近日正式批复同意在珠海市横琴新区实行比经济特区更加特殊的优惠政策，包括通关、税收制度及支持粤澳产业园发展。新華網
- 環境保護局為編制《構建環境影響評估制度的探索文本》，由即日起進行為期一個月的意見徵集活動新聞局（页面存档备份，存于）

- 對土地閒置問題，立法會土地及公共批給事務跟進委員會在本會期的工作報告中，建議政府加強對已批出土地的跟進和監管，增加透明度；政府應制訂整體的城市規劃。澳門日報[]

- 政府當日發出新聞稿表示，出現傾斜的青洲明興樓大部份住戶已配合政府要求在期限內搬出。新聞局（页面存档备份，存于）
- 澳電執行委員會顧問阮毓明預計，今年下半年本澳整體用電量會增4%至5%，又指當局可動用電費儲備基金填補由橫琴停供天然氣增加的電費成本。市民日報[]
- 立法議員兼工聯副理事長林香生建議巴士公司提高員工待遇，吸引人才加入巴士司機行列。華僑報（页面存档备份，存于）

## 8月5日
- 海關公佈前一天在蓮花口岸破獲一宗走私案，緝獲多種攝影器材，涉及金額逾六十萬澳門元。新聞局（页面存档备份，存于）
- 環境保護局主管人員澳門社區發展協會代表會面，就輕軌系統新口岸段走線的環保問題交換意見。新聞局（页面存档备份，存于）
- 營地街市發生刧案。一名男子在銀行提取二百三十萬元現金離開時，被三名外籍賊人以污水潑向事主，待其不知所措的剎那間奪去盛載款項袋子。司警當場拘捕一人，並起回全部款項。現代澳門日報[]
- 就立法議員區錦新質疑科技大學獲澳門基金會的資助多於其他學術機構，澳門科技基金會主席唐志堅表示，資助是根據每個項目，而不是根據那間學校來決定。新華澳報
- 一名土生青年早上駕駛私家車在路氹蓮花路附近懷疑失控自炒直撞地下停車場出入口傷重不治。華僑報（页面存档备份，存于）
- 行政長官崔世安對多名局級官員被恐嚇勒索事件，指澳珠警方正偵查此案。而被問到對事件的看法時，並無作出回應。正報
- 司警公佈前一天拘捕三名來自菲律賓的扒手，指有人以兩人從後超前並蹲下身體，阻擋事主去路，讓另一同黨從後碰撞行竊。澳門日報[]2

## 8月4日
- 繼香港多名政府人員收到恐嚇信後，司警證實有十五名局級官員，收到由廣東寄出的勒索信，內容聲稱掌握官員的貪污證據及豔照，威脅會向廉署告發，及在網上發布。香港商業電台（页面存档备份，存于）
- 珠海拱北海關宣佈，前一天在一架由澳門入境的貨車上，搜獲約37公斤的走私土沉香。新華網（页面存档备份，存于）
- 人民大會堂管理局為畫家關權昌前年底被收藏之繪畫作品《千岩境秀 萬壑爭流》頒發收藏證書。正報（页面存档备份，存于）
- 氹仔TN27經屋發生工業意外，一名內地工人被高空墜下的鋁條擊中斃命。工程被迫停工。華僑報（页面存档备份，存于）華僑報（页面存档备份，存于）

## 8月3日
- 行政暨公職局發出通告，公佈2012年公眾假期表，其中公務員獲豁免於五個星期一上班。印務局（页面存档备份，存于）
- 廉政公署公佈2010年度工作報告，其中廉署共處理786宗投訴個案，開立473個調查卷宗。印務局（页面存档备份，存于）
- 衛生局就一名山頂醫院醫生辦公時間進入賭場一事回應指完成內部紀律程序。新聞局（页面存档备份，存于）
- 警察總局公佈粵港澳警方上月舉行的「雷霆11」聯合反罪惡行動成果，其中澳門方面有279人被移送檢察院。新聞局（页面存档备份，存于）
- 為進一步解決維澳蓮運在部分路線運力不足的問題，政府安排澳巴協助疏導。維澳蓮運爭取在一星期內提交營運報告。交通事務局局長汪雲重申希望司機由本地人擔當。新華澳報
- 國家旅遊局和澳門旅遊局分別發出通知，於2011年8月1日在內地與澳門同時實施《內地居民赴澳旅遊組團社與地接社合同要點》，以共同規範內地赴澳旅遊市場秩序，進一步提升旅遊服務品質。新聞局（页面存档备份，存于）
- 澳門遊艇會會所地盤發生勞資糾紛。負責基建工程的二判商和十多名工頭聲稱被大判拖欠合共逾千萬元的工程及材料費用，於地盤外拉起橫額追討。正報[永久]
- 廣東省公安廳公佈，珠海市警方與澳門警方協作，搗破一個以辦理赴澳勞務輸出為由進行詐騙的跨境犯罪團夥，其中兩名主要犯罪嫌疑人已在澳門落網。中新網
- 立法議員陳偉智引述青洲坊眾反映，指明興樓旁邊的四座樓宇出現傾斜情況。他質疑與鄰近的公屋地盤工程有關，同時要求當局交代會否展開科學驗證，以及說明如何保障買家在不知情的情況下買入將被政府列為殘危的樓宇。市民日報[]

## 8月2日
- 行政會完成討論多部行政法規草案，其中實施近十二年的海上客運徵費被取消。另外又通過《公務人員的招聘、甄選及晉級培訓》，設立中央入職制度。又同意行政暨公職局擴大編制，並易名行政公職局。新聞局（页面存档备份，存于）新聞局（页面存档备份，存于）新聞局（页面存档备份，存于）
- 為解決維澳蓮運在部分路線運力不足的問題，政府安排新福利協助疏導。維澳蓮運則解釋事件是由於司機不足所致。新華澳報
- 一名廣州男子早上先後在南灣區兩間賓館酒店索取食物未果，涉用打火機燃著雜物縱火破壞，並打傷一名酒店女東主，被警方拘捕。華僑報（页面存档备份，存于）

## 8月1日
- 新巴士經營模式開始實施，維澳蓮運投入服務，但多處發生混亂，以至意外事故，造成兩人受傷。東方日報（页面存档备份，存于）
- 駐澳解放軍舉行多項活動，慶祝建軍八十四周年。新華澳報
- 行政長官崔世安訪問內蒙古自治區四日。新聞局（页面存档备份，存于）
- 南海休漁期結束，兩百多艘漁船恢復出海作業。新聞局（页面存档备份，存于）
- 截至7月29日，社會保障基金共收到28,942份社會保障制度任意性制度登錄申請，補扣供款申請共26,870份。已審批申請皆已超過總申請的九成以上。新聞局（页面存档备份，存于）